# Arany Sas Patikamúzeum

Az Arany Sas Gyógyszertár az első gyógyszertár volt Budán, a törökök kiűzése után, 1687-ben a mai Dísz tér 1-2. számú házban alapította Bösinger Ferenc Ignác. A patika 1687 és 1696 között a Dísz tér 6. szám alá költözött. Bösinger fiókgyógyszertárat is nyitott a Vízivárosban, ami később Fekete Medve Gyógyszertárként lett ismert.
Az Arany Sas kezdetben az Arany Egyszarvúhoz nevet viselte, csak 1740-ben nevezte át az akkori tulajdonosa, Hinger János. A patika a „városi” címet is viselhette, cégtábláján Buda címere volt látható. Többször átköltöztették, a Tárnok utcában több szám alatt is megtalálható volt: előbb a 16-os, majd 1735-54 között a 18-as, majd a 8-as szám alá költözött. 1922-ben mai helyére, a Tárnok utca 18. szám alá telepítették.
Tulajdonosai közül jelentősebb volt Werner Bálint, Seyler Ferenc, az Ungár család, majd az 1920-as évektől Éllő István. 1966-ban a Semmelweis Orvostörténeti Múzeumhoz csatolták gyógyszerészet-történeti egységként. Az eredeti állapotban helyreállított helyiségeiben 1974-ben nyílt meg az Arany Sas Patikamúzeum, aminek állandó kiállítása a „Gyógyszerészet a reneszánsz és a barokk korában”.

## Galéria

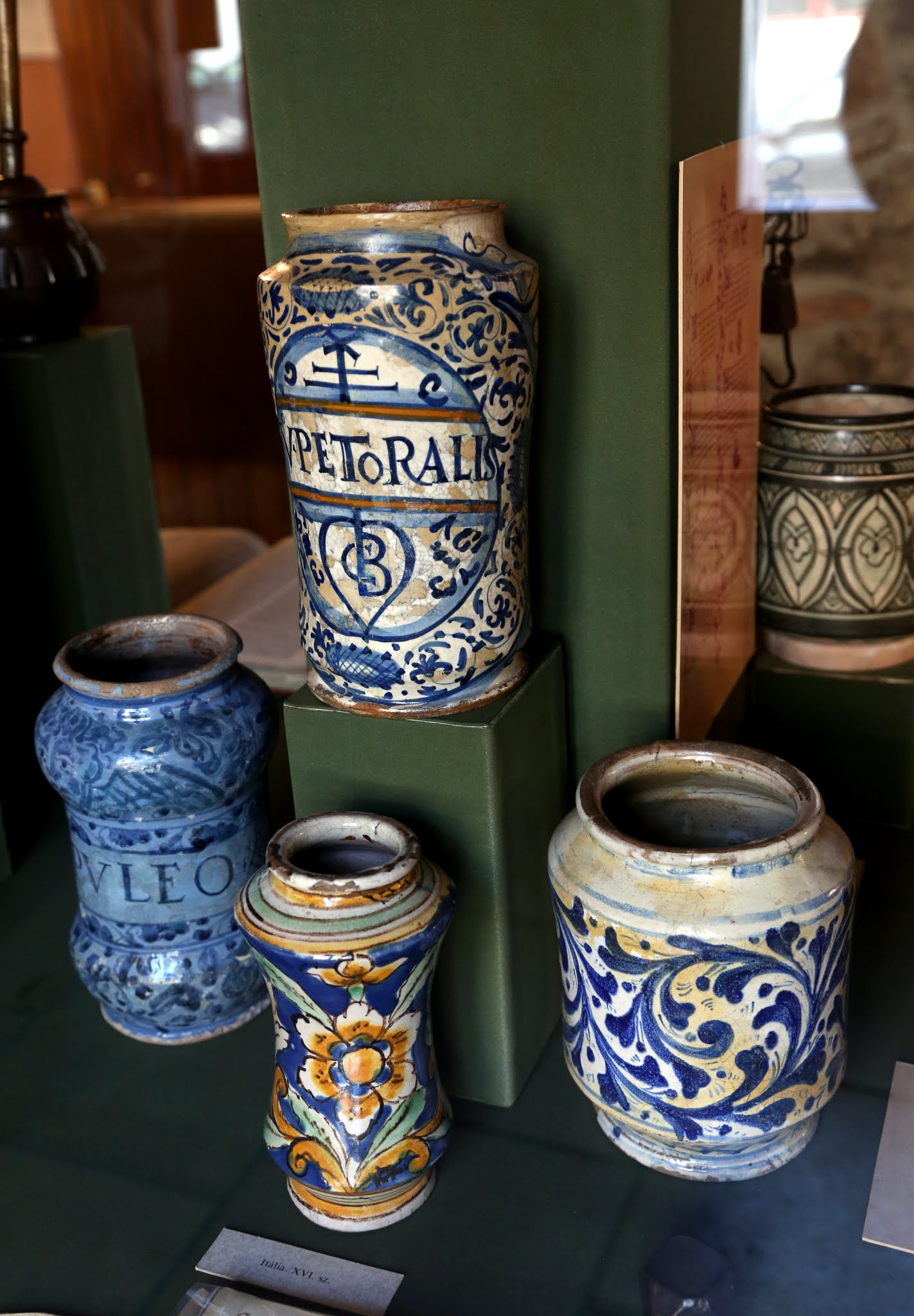
Arany Sas Gyógyszertár (Patikamúzeum)
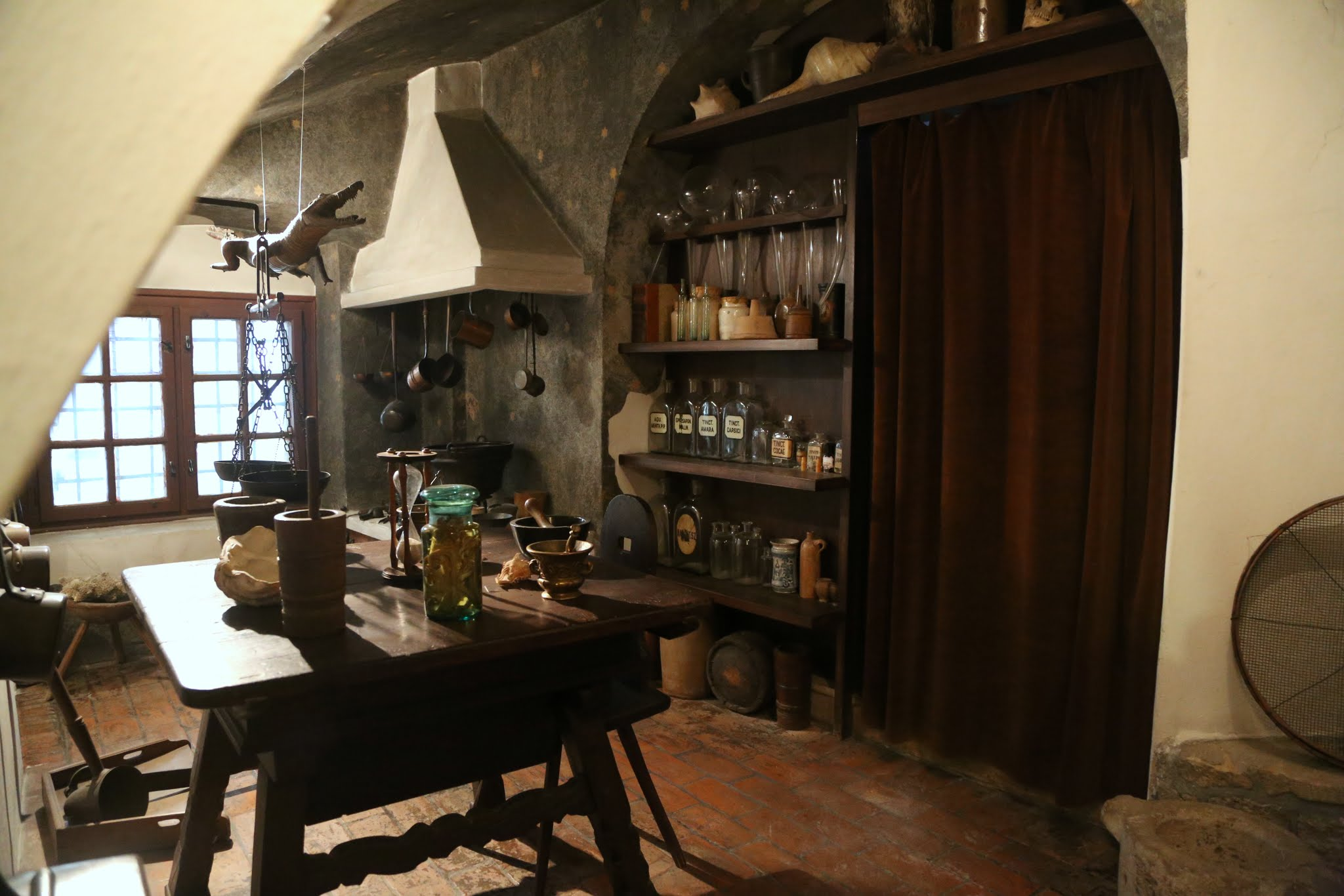
Arany Sas Gyógyszertár (Patikamúzeum)
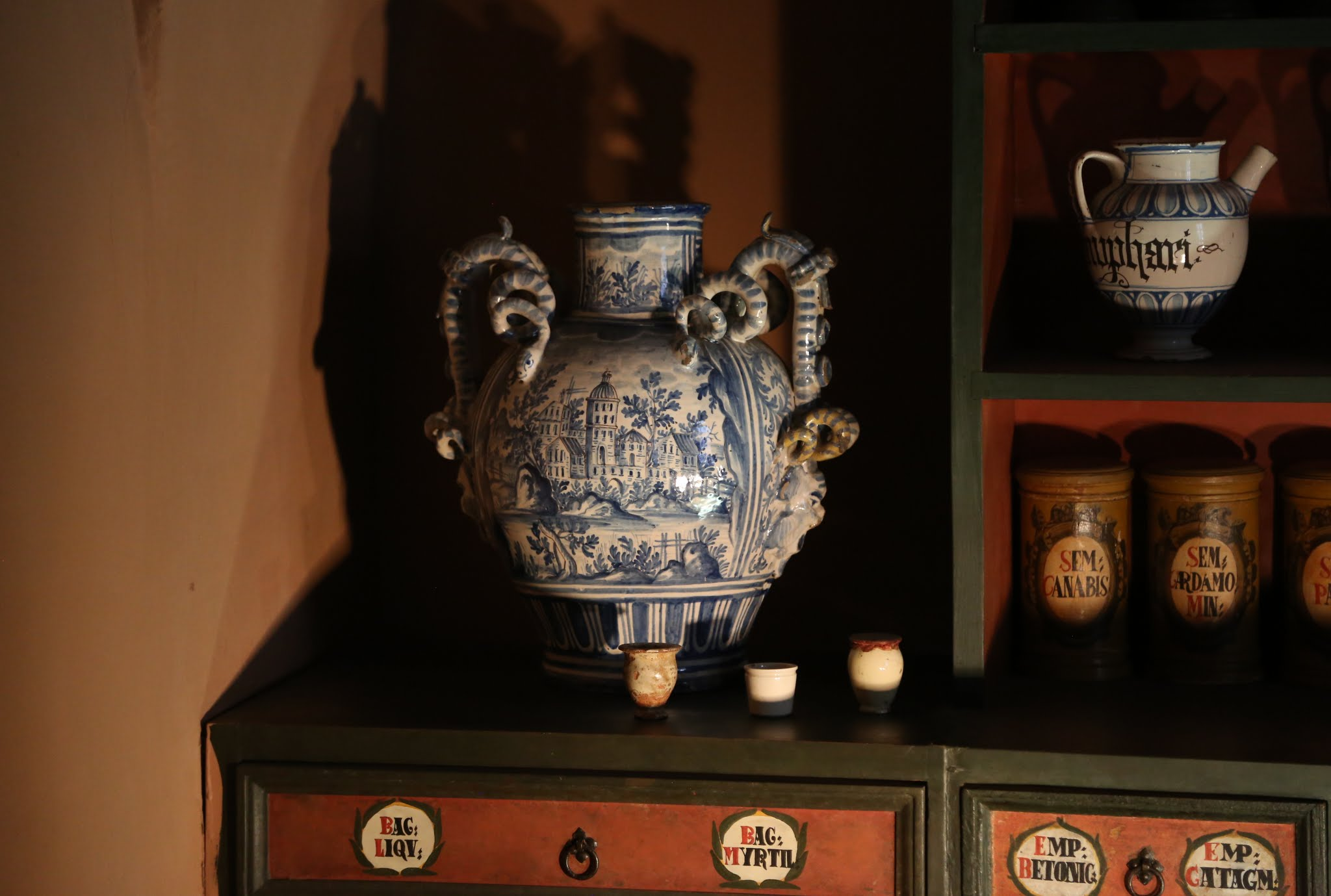
Arany Sas Gyógyszertár (Patikamúzeum)